# Kimaira

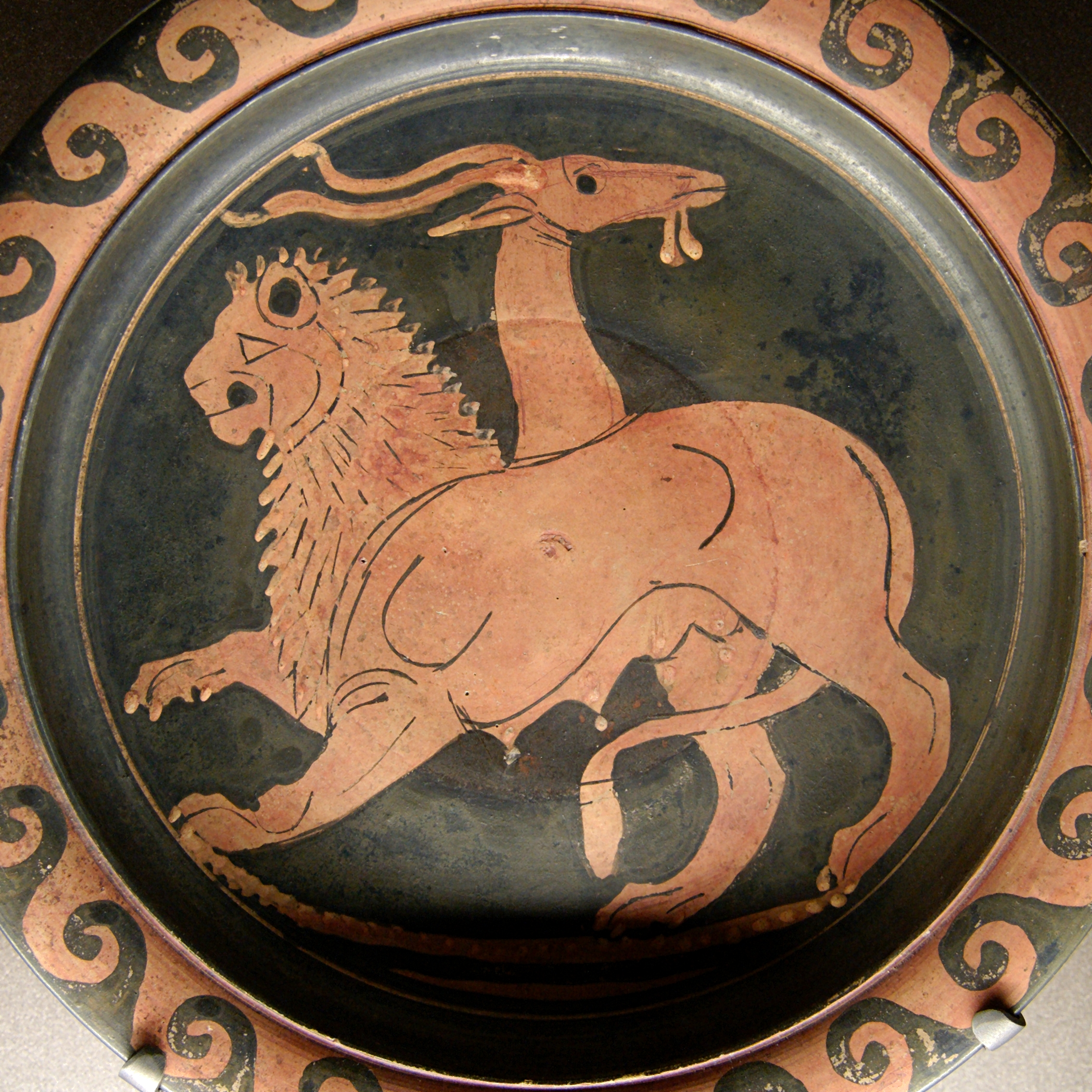
Chimaira på en apulisk tallrik från 300-talet f.Kr.

Kimaira, Chimära eller Chimaira (grekiska Χίμαιρα, latin Chimaera) var ett fruktat, trehövdat monster i den grekiska mytologin. Det terroriserade Lykiens folk tills Bellerofon kom som en räddande hjälte. Vidundret var sammansatt av tre gestalter, framtill ett lejon, baktill en orm och i mitten en get. Från deras gap slog eldslågor ut. 

## Historia
Monstret var en avkomma till Tyfon och Echidna, ”moder till alla monster”. Det påstods hålla till i Lykien, i södra delen av dagens Turkiet för ungefär 2500 år sedan.
Iobates, kung av Lykien, mottog en dag ett meddelande från sin svärson, kung Proitos av Tiryns. Proitos ville ha död på Bellerofon, som var på besök hos Iobates. Gudarna rynkade pannan inför att en värd skulle döda en gäst. Iobates bestämde sig därför att skicka prinsen mot sin död genom att be honom att döda monstret som terroriserade staden. För att undvika elden som monstret sprutade, fann Bellerofon Pegasos, en bevingad häst, och tämjde honom med gudarnas hjälp. Bellerofon flög med Pegasos och lyckades efter en hård strid döda Chimaira genom att först träffa lejonhuvudet med pilar från sin pilbåge. Sedan slungade han bly mot gethuvudet varvid blyet smälte av monstrets eldslågor och geten störtade livlös till marken. Till sist genomborrade han ormen med sitt spjut.

## Chimär
Ordet chimär betyder vanligen en ogrundad falsk föreställning, bedrägligt sken eller hjärnspöke.